# District d'Essil
Le district d'Essil (en kazakh : Есіл ауданы) est un district de l’oblys d'Aqmola au Kazakhstan.  

## Géographie
Le chef-lieu administratif du district est la ville d'Essil.

## Démographie
Sa population est de 26 307 habitants en 2009.